# لويس هرنانديز (لاعب كرة قدم)
لويس هرنانديز هو لاعب كرة قدم ورجل أعمال كوبي في مركز الوسط، ولد في 24 أغسطس 1949 في هافانا في كوبا. لعب مع FC La Habana ‏.

## وصلات خارجية
- لويس هرنانديز على موقع ناشيونال فوتبول تيمز (الإنجليزية)
- لويس هرنانديز على موقع عالم كرة القدم.نت (الإنجليزية)
- لويس هرنانديز على موقع اللجنة الأولمبية الدولية (الإنجليزية)
- لويس هرنانديز على موقع أوليمبيديا (الإنجليزية)